# Lothar Bösing
Lothar Bösing (* 29. November 1952) ist ein deutscher Pädagoge, Basketballfunktionär und -sachbuchautor.

## Leben
Bösing war Lehrer und Universitätsdozent, als Basketballtrainer war er im Jugend-, Damen- und Herrenbereich tätig. Im Basketballverband Baden-Württemberg war er ab 1994 (und bis 2006) Vizepräsident für das Lehr- und Trainerwesen. Er hatte sieben Jahre das Amt des Regierungsdirektors im Sportministerium des Landes Baden-Württemberg inne und war drei Jahre als Generalsekretär der Deutschen Sportministerkonferenz tätig. Im Frühjahr 2012 übernahm er als Direktor die Leitung des staatlichen Seminars für Didaktik und Lehrerbildung in Tübingen.
2006 zog Büsing in den Vorstand des Deutschen Basketball Bundes (DBB) ein, wurde Vizepräsident für Bildung und Vorsitzender der Lehr- und Trainerkommission. Zwischen 2011 und 2015 war er als Geschäftsführer der Bundesakademie des Deutschen Basketball Bundes GmbH im Amt. Darüber hinaus wirkte er als Vorsitzender des Verbandes Deutscher Basketball Trainer. 2016 wurde Bösing mit der Goldenen Ehrennadel des Deutschen Basketball Bundes ausgezeichnet.
Für den DBB sowie den Allgemeinen Deutschen Hochschulsportverband fungierte er zudem als Delegationsleiter bei Turnierreisen von Basketball-Auswahlmannschaften wie bei Sommer-Universiaden. Im November 2018 nahm er als Mitglied einer Delegation von Bundesaußenminister Heiko Maas an einer Chinareise teil.
Für den europäischen Basketballverband FIBA Europa war Bösing als Mitglied der Finanzkommission tätig.
Er ist Mitverfasser der Werke „Handbuch Basketball“ und „Ich trainiere Basketball“.